# Aleksandra Crvendakić
Aleksandra Crvendakić, född 17 mars 1996 i Loznica, är en serbisk basketspelare. Crvendakić blev olympisk bronsmedaljör i basket vid sommarspelen 2016 i Rio de Janeiro.